# Обыкновенный гракл
Обыкновенный гракл (лат. Quiscalus quiscula) — вид птиц семейства трупиаловых (Icteridae).
Взрослые птицы достигают 32 см в длину. Самец имеет длинный тёмный клюв, бледно-жёлтые глаза и длинный хвост, его оперение радужно-чёрное, с пурпурным оттенком на голове. Взрослая самка немного меньше, в оттенке её оперения меньше радужного отлива, часто она тускло-коричневого цвета, иногда её можно принять за представителя другого вида.
Всеядны. Питаются насекомыми, лягушками, другими существами, мелкими птицами, мышами и растительным кормом. Выигрывают от соседства с человеком. Некоторыми считаются серьёзной угрозой посевам.

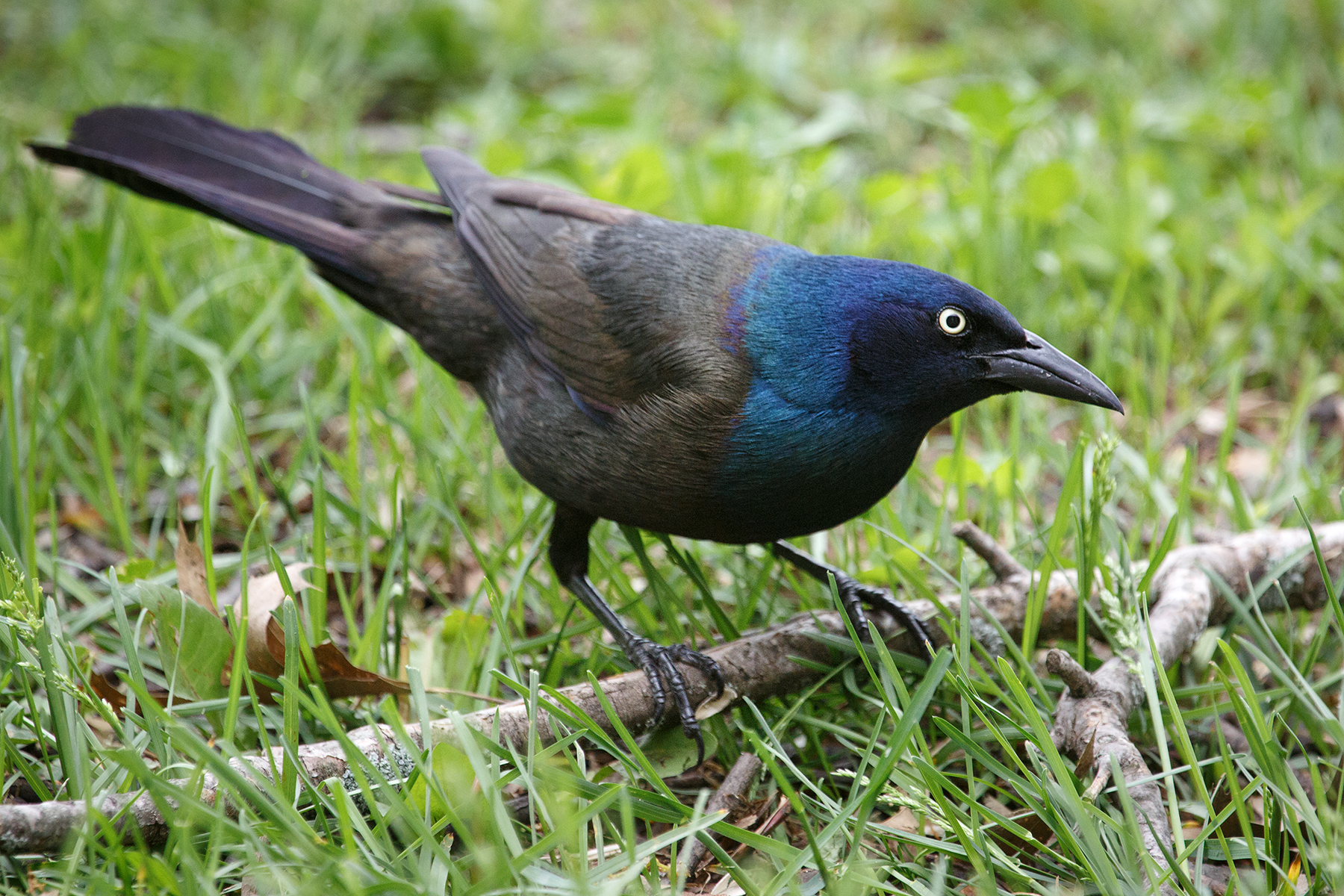
Самец
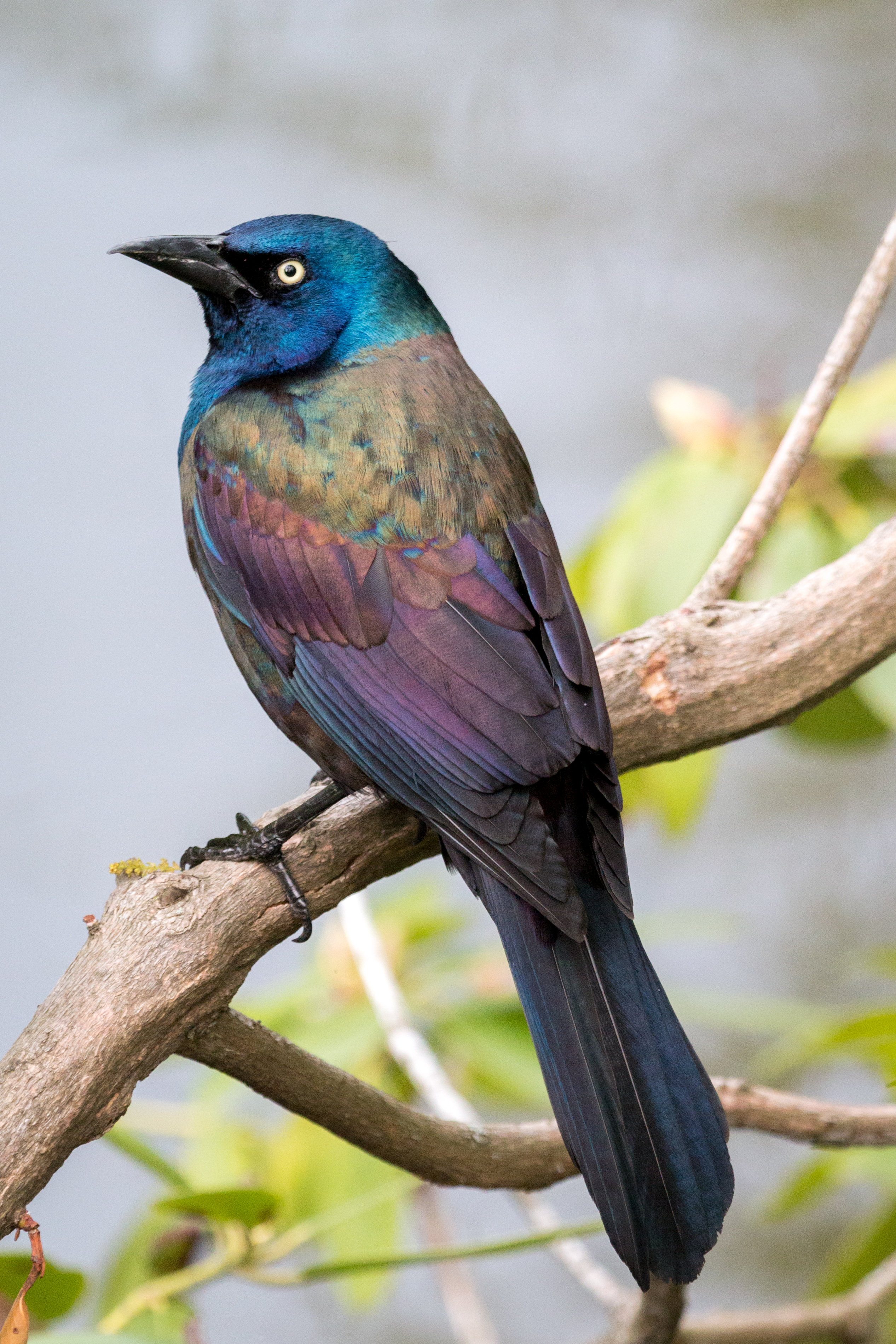
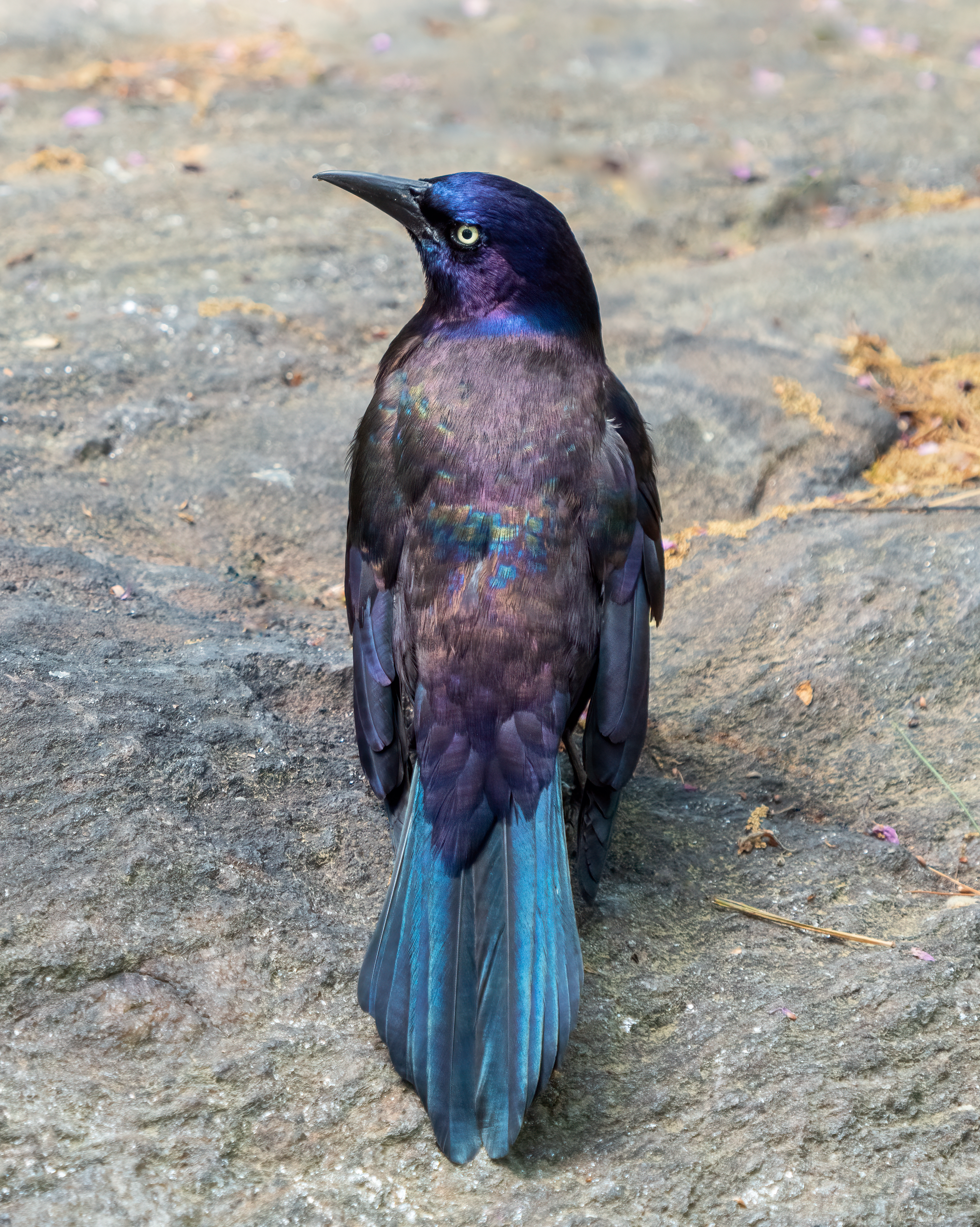
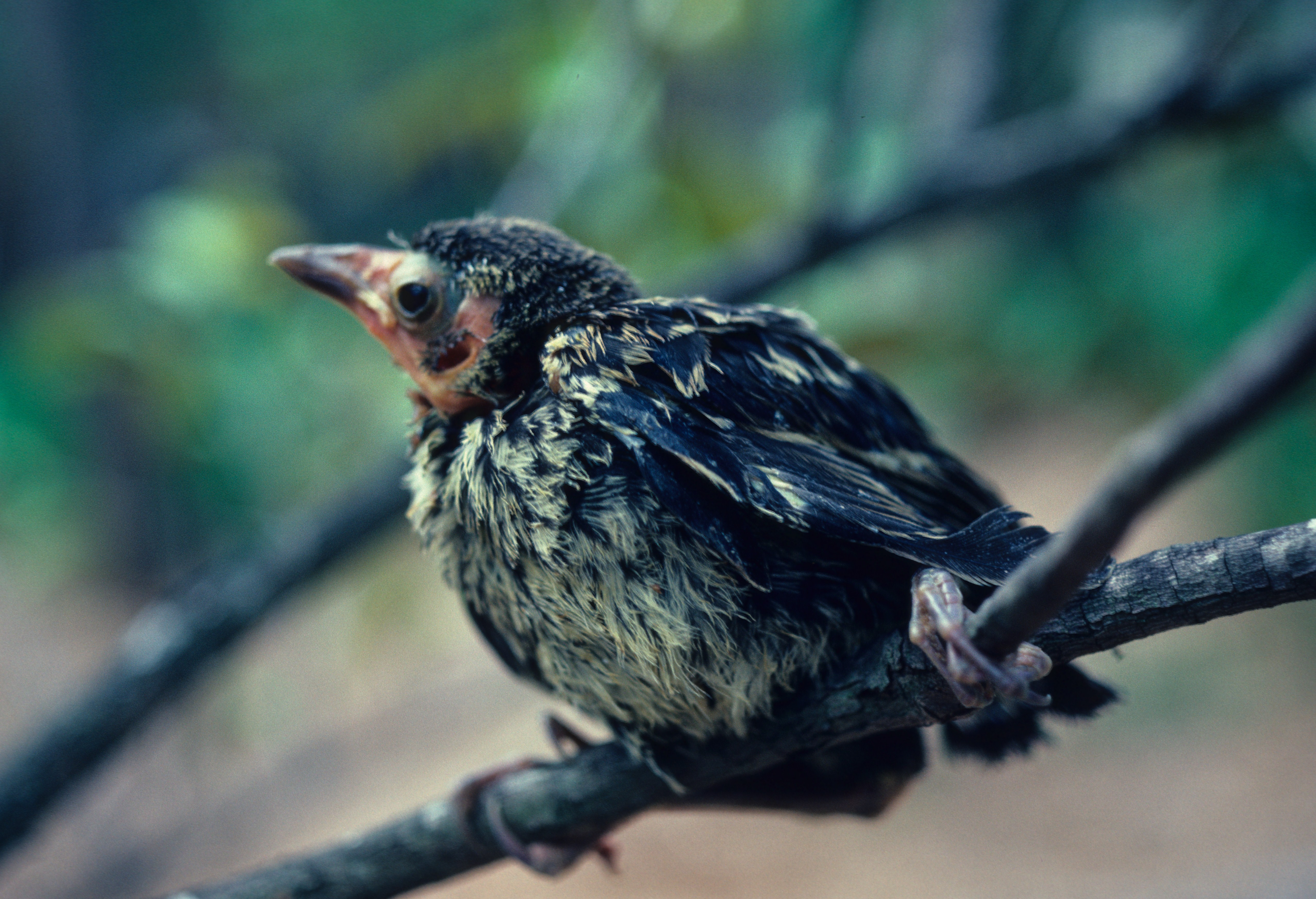
Птенец
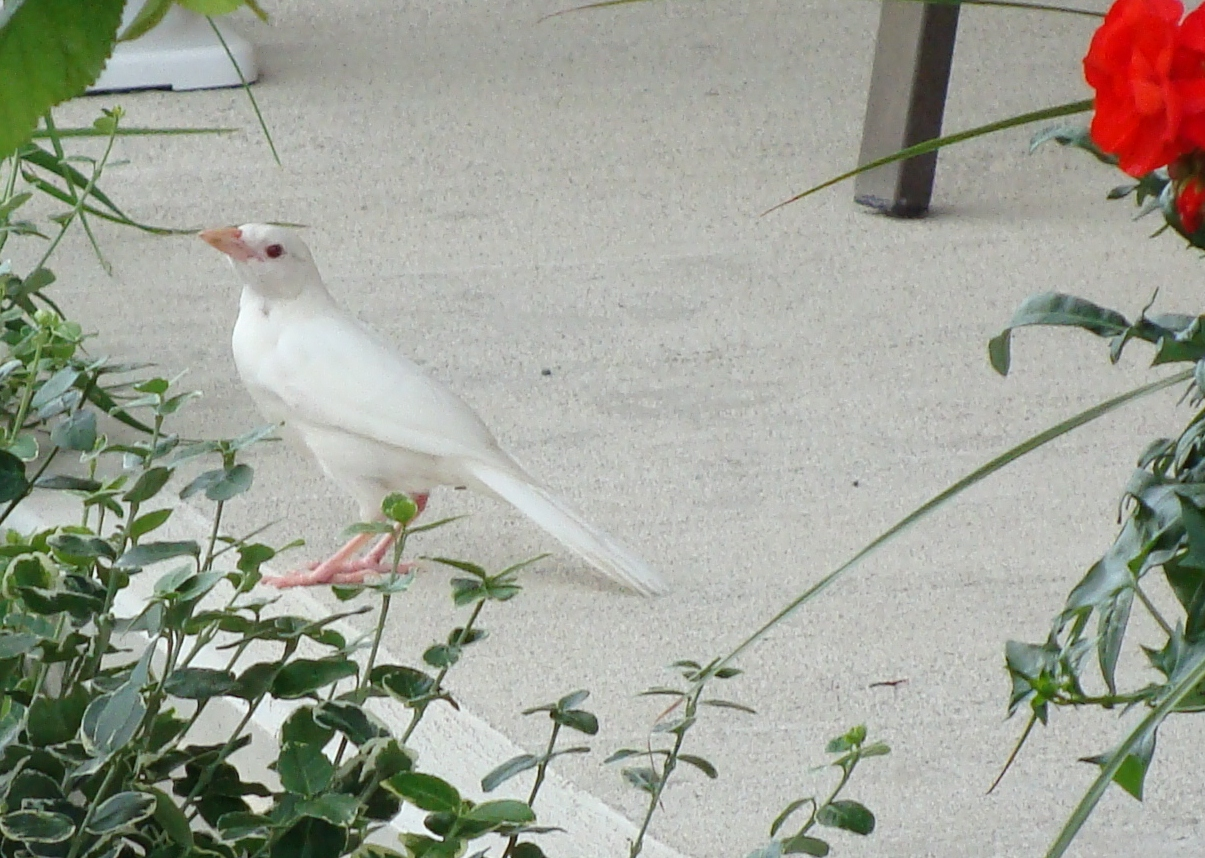
Альбинос
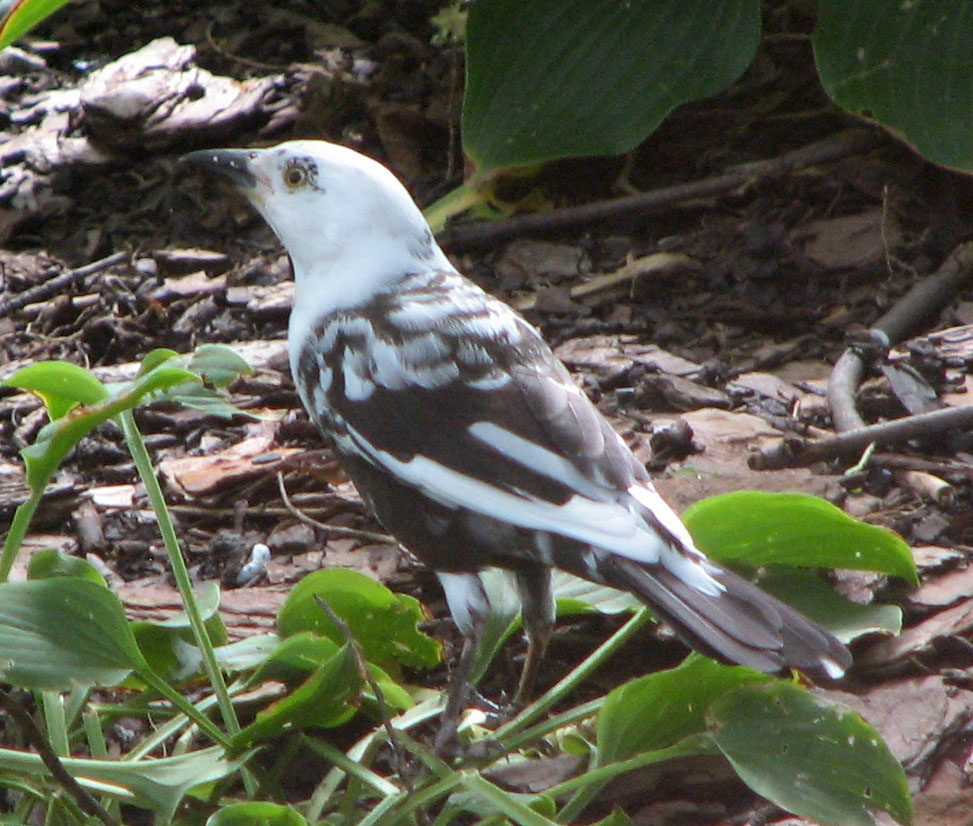
Лейкизм

## Подвиды
Выделяют 3 подвида:
- Quiscalus quiscula quiscula (Linnaeus, 1758)
- Quiscalus quiscula stonei Chapman, 1935
- Quiscalus quiscula versicolor Vieillot, 1819

## Звуковые сигналы
Звуки, издаваемые граклами довольно резкие, особенно когда эти птицы кричат, сбившись в стаю. Их звуковые сигналы варьируются от круглогодично изваемого «чуинк-чуинк» до более сложного сезонного «ууу, ууу, ууу, ууу», который становится все быстрее и быстрее и заканчивается громким «крюхьюуууу»! Иногда граклы также издают звук подобный  жужжанию линии электропередачи. Гракл также может имитировать звуки других птиц или даже людей.

## Размножение
В период размножения самцы запрокидывают голову назад и распушают перья, чтобы продемонстрировать и отпугнуть других самцов. Такое же поведение используется ими в качестве защитной позы  при отпугивании хищников. Самцы обыкновенных граклов менее агрессивны по отношению друг к другу и более склонны к кооперации и социальности, чем самцы более крупного вида, лодкохвостого гракла.